# Relation gène pour gène
La  relation gène pour gène exprime le lien étroit existant entre chaque gène de virulence d'un agent pathogène et le gène de résistance correspondant de la plante hôte. Ce concept a été découvert en 1946 par le phytopathologiste américain, Harold Henry Flor (en),,,, alors qu'il étudiait la rouille (Melampsora lini) du lin (Linum usitatissimum).
Harold Henry Flor a été le premier scientifique à étudier simultanément la génétique de l'hôte et celle du parasite et à les intégrer dans un système génétique global. Les relations gène pour gène constituent un volet important de la résistance des plantes aux maladies.
Harold Henry Flor a montré que l'hérédité de la capacité de résistance de l'hôte aussi bien que celle de la pathogénicité du parasite sont contrôlées par des paires de gènes correspondants. L'un est un gène de la plante hôte, appelée gène de résistance (R). L'autre est un gène du parasite appelé gène d'avirulence (Avr). 
Les plantes exprimant un produit spécifique du gène R sont résistantes à l'égard d'un agent pathogène qui exprime le produit du gène Avr correspondant .
Le phytopathologiste canadien Clayton Oscar Person (en) a été le premier scientifique à étudier les ratios des pathosystèmes végétaux plutôt que les ratios génétiques des systèmes hôte-parasite. Ce faisant, il a découvert l'interaction différentielle qui est commune à toutes les relations gène pour gène et qui est maintenant connue comme l'« interaction différentielle de Person ».